# Eros Mancuso
Eros Nazareno Mancuso (Haedo, Buenos Aires, Argentina; 17 de abril de 1999) es un futbolista argentino que se desempeña como lateral derecho y su equipo actual es Fortaleza del Campeonato Brasileño de Serie A.

## Trayectoria

### Inicios en Boca Juniors
Arribó a las inferiores del Club Atlético Boca Juniors a la edad de 8 años. Desde entonces se convirtió en un referente de las distintas categorías en las cuales jugaba. En un principio se desempañaba como mediocampista, pero luego se asentó en el lateral derecho, su puesto definitivo, produciéndose así su debut oficial con la camiseta de Boca Juniors.
De cara al segundo encuentro de la Liga Profesional 2021, fue seleccionado para formar parte del 11 inicial frente a Banfield, produciéndose así su debut oficial con Boca Juniors el 24 de julio de 2021. En diciembre de ese mismo año, Mancuso ganó su primer título con Boca Juniors, esta fue la Copa Argentina 2019-20, en la cual disputó un encuentro.
Eros, también fue parte de los planteles campeones de la Copa de la Liga Profesional 2020, y de la Copa de la Liga Profesional 2022, pero al no tener minutos en dichas competiciones no se le computaron como títulos ganados.

### Estudiantes de La Plata
A fines de junio, se anunció que Mancuso no renovaría con Boca Juniors y el pase del jugador quedaría en su poder. El 28 de junio de 2022, Mancuso, escribió vía Instagram su despedida del club de la Ribera. El 29 de junio firmó su fichaje con Estudiantes de La Plata, quien adquirió su pase hasta diciembre de 2023.
El 13 de diciembre de 2023 integró el equipo titular del Estudiantes de La Plata campeón de la Copa Argentina 2023.
A fines de enero de 2024, Estudiantes adquirió el 70% de los derechos económicos del jugador y extendió su contrato hasta diciembre de 2026. En el primer partido de la Copa de la Liga Profesional 2024, convierte el gol del triunfo agónico ante Belgrano de Córdoba por 1 a 0.
El 13 de diciembre de 2023 obtuvo con Estudiantes de La Plata la Copa Argentina 2023 y el 5 de mayo de 2024 la Copa de la Liga Profesional 2024.

### Fortaleza
El 5 de agosto de 2024, tras varias semanas negociando confirmado por el propio técnico Pincharrata, Eduardo Domínguez, se llegó a un acuerdo con el Leão do Pici. En concreto, los números que recibió Estudiantes son los siguientes: 1,6 millones de dólares por el 70% de la ficha, de la cual era poseedor el Pincha (el restante pertenece al jugador), por lo que se quedará con un mayor porcentaje de ese dinero. Así, Eros Mancuso parte al fútbol brasileño. 

## Estadísticas

### Clubes
- Actualizado hasta el último partido disputado el 28 de julio de 2024.[12]

| Club | Div.                | Temporada           | Liga  | Liga  | Liga   | Copas nacionales(1) | Copas nacionales(1) | Copas nacionales(1) | Copas internacionales(2) | Copas internacionales(2) | Copas internacionales(2) | Total | Total | Total  |
| Club | Div.                | Temporada           | Part. | Goles | Asist. | Part.               | Goles               | Asist.              | Part.                    | Goles                    | Asist.                   | Part. | Goles | Asist. |
| --- | ------------------- | ------------------- | ----- | ----- | ------ | ------------------- | ------------------- | ------------------- | ------------------------ | ------------------------ | ------------------------ | ----- | ----- | ------ |
| Boca Juniors Argentina | 1.ª                 | 2021                | 6     | 1     | 1      | 0                   | 0                   | 0                   | 0                        | 0                        | 0                        | 6     | 1     | 1      |
| Boca Juniors Argentina | 1.ª                 | 2022                | 0     | 0     | 0      | 1                   | 0                   | 0                   | 0                        | 0                        | 0                        | 1     | 0     | 0      |
| Boca Juniors Argentina | Total club          | Total club          | 6     | 1     | 1      | 1                   | 0                   | 0                   | 0                        | 0                        | 0                        | 7     | 1     | 1      |
| Estudiantes de La Plata Argentina | 1.ª                 | 2022                | 4     | 0     | 0      | 0                   | 0                   | 0                   | 0                        | 0                        | 0                        | 4     | 0     | 0      |
| Estudiantes de La Plata Argentina | 1.ª                 | 2023                | 12    | 1     | 0      | 16                  | 0                   | 0                   | 7                        | 2                        | 1                        | 35    | 3     | 1      |
| Estudiantes de La Plata Argentina | 1.ª                 | 2024                | 7     | 1     | 1      | 17                  | 3                   | 0                   | 5                        | 0                        | 0                        | 29    | 4     | 1      |
| Estudiantes de La Plata Argentina | Total club          | Total club          | 23    | 2     | 1      | 33                  | 3                   | 0                   | 12                       | 2                        | 1                        | 68    | 7     | 2      |
| Fortaleza · Brasil | 1.ª                 | 2024                | 0     | 0     | 0      | 0                   | 0                   | 0                   | 0                        | 0                        | 0                        | 0     | 0     | 0      |
| Fortaleza · Brasil | Total club          | Total club          | 0     | 0     | 0      | 0                   | 0                   | 0                   | 0                        | 0                        | 0                        | 0     | 0     | 0      |
| Total en su carrera | Total en su carrera | Total en su carrera | 29    | 3     | 2      | 34                  | 3                   | 0                   | 12                       | 2                        | 1                        | 75    | 8     | 3      |
| (1) Incluye datos de la Copa de la Liga Profesional, Copa Argentina y Supercopa Argentina. (2) Incluye datos de la Copa Sudamericana y Copa Libertadores. (3) No incluye goles en partidos amistosos. |                     |                     |       |       |        |                     |                     |                     |                          |                          |                          |       |       |        |

## Palmarés

### Campeonatos nacionales
| Título          | Equipo                  | País      | Año     |
| --------------- | ----------------------- | --------- | ------- |
| Copa Argentina  | Boca Juniors            | Argentina | 2019-20 |
| Copa Argentina  | Estudiantes de La Plata | Argentina | 2023    |
| Copa de la Liga | Estudiantes de La Plata | Argentina | 2024    |

### Otros logros
| Título            | Equipo       | País      | Año  |
| ----------------- | ------------ | --------- | ---- |
| Torneo de Reserva | Boca Juniors | Argentina | 2021 |